# Молодёжный (Удмуртия)
Молодёжный — упразднённый починок в Завьяловском районе Удмуртии, входил в Якшурское сельское поселение. Исключен из учётных данных в 2013 году.

## География
Находится в 16 км к северо-востоку от центра Ижевска.

Ранее от станции Вожой в починок Молодёжный была проложена железнодорожная линия, но сейчас участок подъездного пути в районе Молодёжного разобран.

## Население
| 2010 | 2012 |
| ---- | ---- |
| 0    | →0   |